# Jozef Čapla
Jozef Čapla (Bernolákovo, Checoslovaquia; 1 de septiembre de 1938-Augsburgo, Alemania; 1 de febrero de 2023) fue un jugador de hockey sobre hielo eslovaco que jugó en la posición de defensa.

## Carrera

### Club
| Periodo   | Club                      |
| --------- | ------------------------- |
| 1955-1969 | HC Slovan Bratislava      |
| 1957-1959 | HC Dukla Jihlaba (cedido) |
| 1970-1972 | Augsburger EV             |
| 1972-1975 | Hkm Zvolen                |

### Selección nacional
Jugó con la selección nacional de Checoslovaquia en 32 ocasiones y fue subcampeón mundial en la edición de Helsinki 1965 donde anotó tres goles y dio dos asistencias.